# Neustrelitz (stacja kolejowa)
Neustrelitz – stacja kolejowa w Neustrelitz, w kraju związkowym Meklemburgia-Pomorze Przednie, w Niemczech. Stacja posiada 4 perony.